# Hypoxis goetzei
Hypoxis goetzei là một loài thực vật có hoa trong họ Hypoxidaceae. Loài này được Harms mô tả khoa học đầu tiên năm 1901.